# Brugmansia candida
Brugmansia candida là loài thực vật có hoa trong họ Cà. Loài này được Pers. mô tả khoa học đầu tiên năm 1805.